# 委員長お手をどうぞ
『委員長お手をどうぞ』（いいんちょう おてをどうぞ）は、山名沢湖による日本の漫画作品。双葉社刊行の「コミックハイ!」Vol.1 - Vol.7および、同誌を前身とする「COMIC HIGH」Vol.1 - Vol.6に連載されていた。計13話。単行本全2巻。

## 作品紹介
とある高校を舞台に学級委員長を始め、保健委員長、風紀委員長、図書委員長、体育委員長、美化委員長といった様々な委員長達の活動と心情を描くオムニバス形式の学園漫画。掲載誌は青年向け雑誌の「コミックハイ!」であったが雑誌のコンセプトであった「男性向け少女漫画雑誌」に合わせて内容は少女漫画に近い作品である。また、1話読み切り型の作品ではあるが、作者にとって初めてとなる長編ストーリー作品での連載作品（毎月24ページ）となった。

## 内容

### 委員長お手をどうぞ
- 登場人物
  - 今枝房子（いまえだ ふさこ）1年生の学級委員長。
  - 池間修一（いけま しゅういち）今枝房子のクラスメイト。詩吟部に所属している。
  - 森部（もりべ）今枝房子のクラスメイト。今風のギャルのような外見とは逆に真面目な性格。今枝に対して見本のような助言も行なっている。

- ストーリー

高校1年生の新学期、今枝房子はその三つ編み眼鏡に膝丈スカートという見た目から学級委員長に選ばれてしまう。委員長としての仕事がうまくいかない事と、皆が委員長としてしか自分を見てくれない事に落ち込んでいたが、同級の池間に励まされもう少し頑張ってみようと思う。

### 蝶々結びで保健委員長
- 登場人物
  - 長尾笑子（ながお えみこ）2年A組の保健委員長。
  - 来栖（くるす）保健教師。少々ズボラな面もあるが的確な助言を行なう。

- ストーリー

保健委員に就任し張り切る笑子は、保健担当医の来栖先生に代わって怪我をした生徒達の治療を行い始める。男子生徒に評判となり深爪や鼻血などのちょっとした怪我をした男子で保健室はいっぱいに。しかし力の限り包帯を締め付けるといった荒い治療方法が皆から恐れられるようになり、誰も保健室に来なくなった。皆が皆、怪我をしないように気を付け始め、運動部のマネージャーから感謝されつつもみんな保健室に行きたくないと言っていた事を聞かされ自分のした事は何だったのかと落ち込む笑子。来栖先生に励まされながらとりあえず包帯巻きの練習から始める笑子だった。

### 風紀委員長と不思議の国
- 登場人物
  - 天野千代理（あまの ちより）風紀委員長。小さい頃から転校を繰り返していた。
  - 小川正志（おがわ まさし）天野千代理の幼馴染。

- ストーリー

千代理の幼馴染の小川正志は、風紀委員の仕事を張り切ってこなす千代理に対し違和感を覚えていた。千代理は昔、学校に馴染めずに学校は変なことばかりだと泣いていた自分に対し正志が言った変って楽しいじゃんという言葉を思い出しながら過ごす内にだんだんと学校生活を楽しめるようになった事を告白する。正志は、千代理と話し合う内にこの違和感は自分より先に大人になった千代理へのあせりだと気づく。

### 1、2、3、で図書委員長
- 登場人物
  - 江古田このは（えこだ このは）3年生の図書委員長。
  - 古川早苗（ふるかわ さなえ）江古田の友人。バレー部所属。
  - 日高留五郎（ひだか とめごろう）1年生。先輩からもらった複数の図書カードで大量に本を借りていく男子生徒。

- ストーリー

本が好きで図書委員になるのが夢だったこのはは、高3にして初の図書委員になり張り切っていた。彼女は、いつも大量に本を借りてくる男子生徒が気になっていた。しかし本好き仲間だと思っていた彼は熱中できるものを探すために本を読んでいただけだった。裏切られたと感じたこのはは、図書委員の怨念を見せてやるとささやかな仕返しを企てる。

### ご指示下さい体育委員長
- 登場人物
  - 福田立春（ふくだ たつはる）2年E組の体育委員長。
  - 沢井みつる（さわい みつる）副体育委員長。

- ストーリー

どんな事でも頼まれたら体育委員の仕事も放り出して引き受けてしまう福田立春。そんな立春の尻拭いに追われ苛立つ沢井みつる。しかし、球技大会の準備に追われる中招いた自らのミスに立春がうまく対処してくれたのを機に立春とよく話し合いお互いの事を少しだけ分かり合う。立春の事を少しずつ見直し始めるみつるだった。

### まるく・くるりと美化委員長
- 登場人物
  - 皆川百合根（みながわ ゆりね）2年B組の美化委員長。
  - 梯（かけはし）皆川と同じクラスの美化委員。

- ストーリー

美化委員長の皆川百合根は四角い部屋を丸く掃くようなズボラな性格。適当な掃除をする百合根が気に入らない梯は掃除嫌いのくせに美化委員に立候補するなと百合根に当たる。掃除は嫌いだが大掃除は好きだという百合根は大掃除の醍醐味を味わわせてあげると大掃除に向けてはりきって準備を始める。

### お世話になります飼育委員長
- 登場人物
  - 陸奥悟郎（むつ ごろう）飼育委員長。夏休みの間中動物の世話をすることに。
  - 三上ひとみ（みかみ ひとみ）動物好きな女の子。夏休みの間、悟郎を手伝う。

- ストーリー

夏休みに他の飼育委員がさぼっていた為毎日のように朝から飼育当番をしていた陸奥悟郎の元へ突然押しかけて飼育当番のお手伝いを申し出た少女三上ひとみ。動物に名前をつけて献身的なお世話をしていた三上に、陸奥は2学期も来てほしいと懇願するが・・・

### 放送委員長 SO,COOL
- 登場人物
  - 溝渕鈴音（みぞぶち すずね）2年A組、放送委員長。彼女が担当するお昼の放送には熱心なファンが付いている。
  - 今井奈保紀（いまい なほき）1年B組、鈴音の放送を聴くと踊りだす程の大ファン。五条雨月と共にファンクラブを結成する。会員番号1番。
  - 五条雨月（ごじょう うづき）1年D組、溝渕鈴音ファンクラブ会員番号2番。

- ストーリー

水曜日のお昼の放送を担当する溝渕鈴音のコアなファンとなりファンクラブまで作成してしまった今井奈保紀と五条雨月。そのファンとしての行動がどんどんエスカレートしていくあまりに・・・

### あとのまつりの文化祭実行委員長
- 登場人物
  - 一条保（いちじょう たもつ）文化祭実行委員長。文化祭にもっと関わりたいという思いから委員長に立候補する。
  - 錦小路（にしきこうじ）文化祭実行副委員。
  - 川上（かわかみ）一条のクラスメイト。一条が好意を寄せていたが・・・
- ストーリー

文化祭にもっと関わりたいと感じ、文化祭実行委員に立候補し実行委員長になった一条。だが実行委員長になったばかりにクラスへの催し物には参加できず少々物足りなく感じてしまっていた面もあり1日だけクラスの催し物の準備作業へ参加をしてみるが・・・

### 犬も喰わない選挙管理委員長
- 登場人物
  - 柏原やまと（かしわばら やまと）2年生、選挙管理委員長。立人への思いをうまく伝えられずにいる。
  - 野上立人（のがみ たつと）やまとの幼馴染。やまとに告白するために生徒会長に立候補する。

- ストーリー

何かと幼馴染の立人のお世話を焼くやまとは選挙管理委員長。ある日生徒会の会長への立候補を表明し、あらゆる違反行為を企ててそのたびにやまとが注意をし続けていたために関係がだんだんとギクシャクしてしまい・・・

### マイナー委員連絡会
- 登場人物
  - 中尾（なかお）宗教委員。チャペルの掃除などをしている。
  - 戸田（とだ）何かと真面目な宗教委員長。
  - 須見（すみ）購買委員。皆から注文を取り購買に買いに行く公式のパシリ係。
  - 金井（かない）須見のクラスメイト。毎日のように昼食にメロンパンを注文していたが・・・
  - 秋山（あきやま）牛乳委員の女の子。好きな男子と間接キスするために、回収したクラス全員分の牛乳瓶に口をつけているところを牛乳委員長に目撃される。今枝房子とは中学時代の同級生。
  - 梁瀬隆貴（やなせ たかき）牛乳委員長。本編ではほぼ通りすがりの脇役扱いを受けていた。
- ストーリー

色々な学校で、その学校独特のマイナーな委員会に所属する生徒が集まりその苦労などを語っている。

### 卒業アルバム委員長の窓
- 登場人物
  - 実田花乃（じつた かの）卒業アルバム委員長。アルバム写真用に皆でスナップ写真を取り合う事を提案する。
  - 牧名二子（まきな にこ）実田と同じクラスで友人の卒業アルバム委員。

- ストーリー

卒業アルバム実行委員長となった花乃は今までどおりの顔写真を並べる卒業アルバムではなく、スナップ写真形式での卒業アルバムを作ることを提案した。その作成過程では、さまざまな苦労も・・・

### もう一度 委員長お手をどうぞ
- ストーリー

最終話。何とか1年間クラス委員長としての仕事を全うすることができた房子を中心に、今までに登場したさまざまな委員長が登場する総集編。

## 単行本
- 山名沢湖『委員長お手をどうぞ』 双葉社〈アクションコミックス〉、全2巻
  1. 2004年11月28日初版発行 ISBN 4-575-83035-6
  2. 2005年12月12日初版発行 ISBN 4-575-83178-6
- 山名沢湖『委員長お手をどうぞ（完全版）』 太田出版、単巻
2012年6月発売 ISBN 9784778321673